# Lion de Bredons
Le lion de Bredons est une sculpture du Xe siècle - XIe siècle d'origine égyptienne conservé au Musée de la Haute-Auvergne à Saint-Flour,dans le département du Cantal. 

## Historique
La sculpture a fait l’objet d'un classement au titre des monuments historiques au titre d'objet,+-- le 7 septembre 1954. La statuette provient du trésor de l'église Saint-Pierre de Bredons. 
En 2020, la statuette est expertisée par une chercheuse de l'Université d'Oxford, et son authenticité est confirmée. Ceci dans le cadre d'un projet plus large du Khalili Research Centre visant à comprendre les techniques de fabrication des objets en cristal à l'époque Fatimide.
En 2021-2022, la statuette est exposée au musée d'Art Roger-Quilliot de Clermont-Ferrand, lors de l'exposition Arts de l'Islam. 

## Caractéristiques
La statuette est de petite taille (3.7 x 5 x 2.7 cm3), en cristal de roche, un quartz très pur. Elle a été fabriquée sous la dynastie des califes Fatimides et est datée du Xe siècle - XIe siècle. 
Elle représente un lion, avec une fiole à parfum entre les pattes. Elle aurait été ramenée en Europe par Guillaume II, vicomte de Murat en revenant de la troisième croisade.